# Хиффернан, Джоанна
Джоа́нна Хи́ффернан (Джо; англ. Joanna Hiffernan; (ок. 1843 — после 1903) — ирландская натурщица, которая с 1861 по 1868 позировала Джеймсу Уистлеру и Гюставу Курбе. Была излюбленной моделью Уистлера и его любовницей. Самые известные полотна, на которых изображена Джо — «Симфония в белом № 1, девушка в белом», «Симфония в белом № 2», «Симфония в белом № 3» Уистлера, а также «Прекрасная ирландка» и «Спящие» Курбе.

## Биография
Родилась в семье ирландца Патрика Хиффернана и его жены Катерины (1817(8) — 1862).

### Отношения с Уистлером

Джеймс Уистлер. Симфония в белом № 1: девушка в белом. 1862. Национальная галерея искусства, Вашингтон

Уистлер впервые повстречал Джоанну в одном ателье в Лондоне у Ратбоун-Плейс. Впервые она позировала Уистлеру для его портрета «Симфония в белом № 1, девушка в белом» в его парижском ателье на бульваре Батиньоль. В течение следующих шести лет она была его возлюбленной и моделью.
В одном из писем к Анри Фантен-Латуру в 1861 году Уистлер так описал Джоанну и невозможность её писать в то время как он работал над своим полотном «Воппинг»:
Я пытался придать ей выражение! на самом деле, мой друг! действительно выражение — если бы я только мог описать её голову — у неё прекраснейшие волосы из тех, что ты когда-либо видел! рыжие, не золотистые или медные — как венецианка в моих мечтах! — кожа золотисто-белая или желтая, если ты этого желаешь...
Мать Уистлера и его родня не были рады его связи с Джоанной, поскольку в их глазах незамужняя женщина, служащая моделью художнику — по распространённому мнению того времени — считалась проституткой. Мать предлагала художнику с помощью наследства одной из тёток придать существованию Джоанны более независимую основу. При посещении матерью Уистлера в Лондоне Джоанна Хиффернан даже на время выезжала из их совместного жилья.

### Джо и Гюстав Курбе

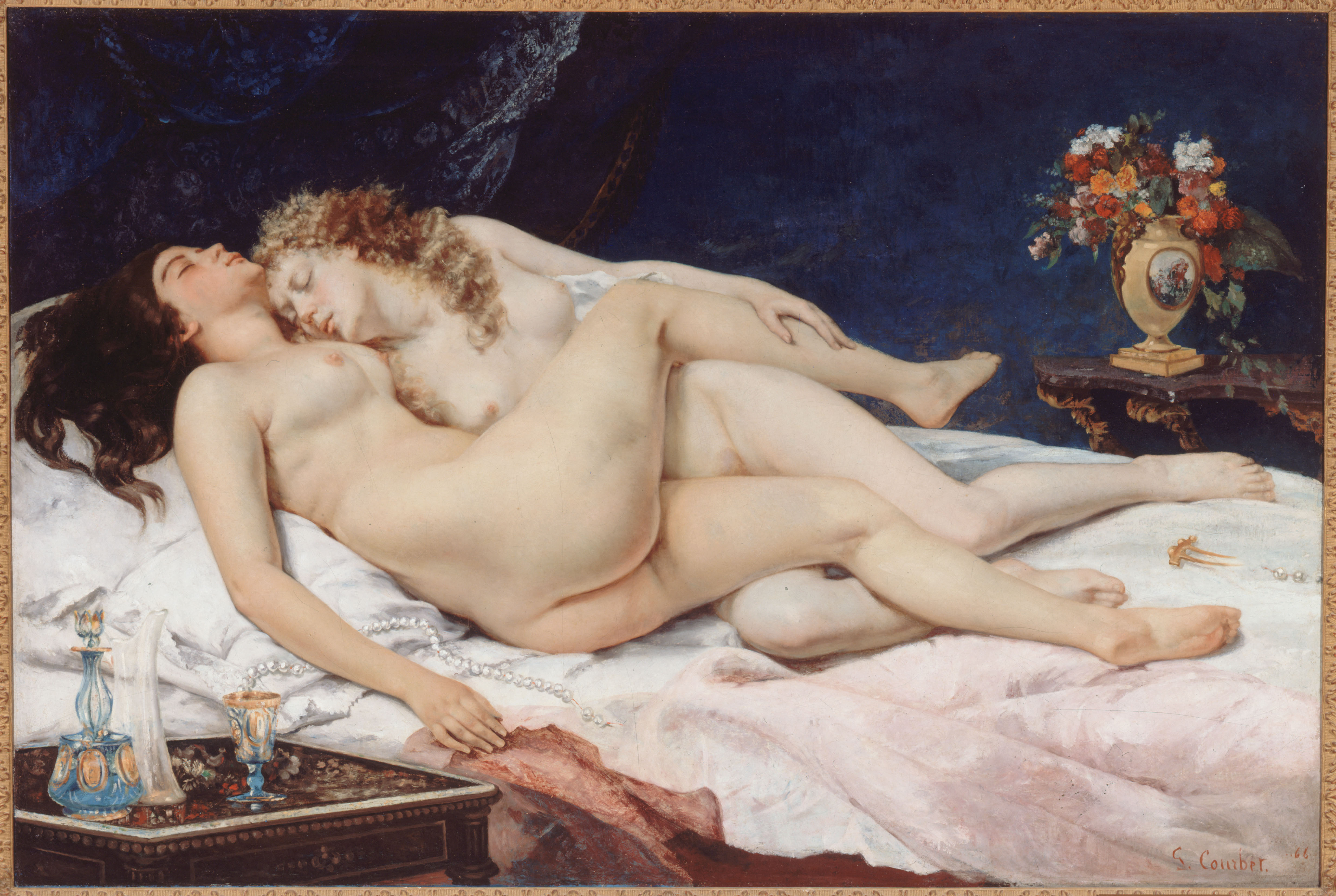
Гюстав Курбе. Спящие. 1866. Малый дворец, Париж

Уистлер боготворил Джоанну Хиффернан, в первую очередь её внешний облик и рыжие волосы, которые закрепили за ней прозвище «огненная Джо». На его отношение к ней не могли повлиять ни его семья, ни друзья со знакомыми. Возможно, что его драка в 1863 году с художником Альфонсом Легро была так или иначе связана с Джо. В 1865 году он познакомил её в Трувилле с Гюставом Курбе, который в том же году написал полотно «Прекрасная ирландка» и эскиз «Портрета Джо».
В 1866 году, когда Уистлер был в Вальпараисо, он поручил Джоанне Хиффернан продать свои картины. Она называла себя в ту пору миссис Абботт, по имени Уистлера. В том же году Джоанна прибыла в Париж, чтобы быть моделью для одной из обнажённых женщин на эротическом полотне Курбе «Спящие». Вероятно, у неё в то время был роман с Курбе. После возвращения из Вальпараисо Уистлер оставил её.

### Свидетельства о Джоанне после её разрыва с Уистлером
Джоанна жила несколько лет в Лондоне, говорили, что она присматривала за внебрачным сыном Уистлера Джоном — о котором ничего более неизвестно, возможно, он никогда не существовал. Кроме этого, биограф Вальтер Гривз упоминает также сына Уистлера по имени Гарри, существование которого также документально не подтверждено. Сын Уистлера — Чарльз Хансон Уистлер родился 1870 году от Луизы Фанни Хансон и жил короткое время с Джоанной Хиффернан у её сестры Бриджет Агнес Хиффернан. Во время путешествия Уистлера в Венецию вместе с его тогдашней возлюбленной Мод Франклин летом 1880 Джоанна Хиффернан присматривала за его сыном. В этом же году Уистлер послал сыну письмо, в котором передавал привет тёте Джо.
О жизни Джоанны Хиффернан после 1880 года известно немного. Сестра Курбе Жюльетт упоминает в письме от 18 декабря 1882 года, что она встретила в Ницце прекрасную ирландскую девушку, которая продавала предметы антиквариата и некоторые картины Курбе. Её называли мадемуазель Абботт. Возлюбленная Уистлера Мод Франклин носила такую же фамилию, после того как она вышла замуж за американца Р. Х.С Абботта и переехала в Канны.
Последнее упоминание о Джоанне Хиффернан принадлежит Чарльзу Фреру, который после смерти Уистлера видел, как одна женщина пришла и провела около часа у гроба с телом покойного. По глазам и волосам он узнал в ней Джо.

## Полотна

### Уистлер: «Симфония в белом»
Джеймс Уистлер во время их совместной жизни много раз писал Джоанну и делал с неё зарисовки; помимо этого она появлялась на его полотнах в виде различных женских персонажей. Самые знаменитые полотна, на которых изображена Джоанна, — три картины, известные как Симфонии в белом.

### Курбе: «Прекрасная ирландка»

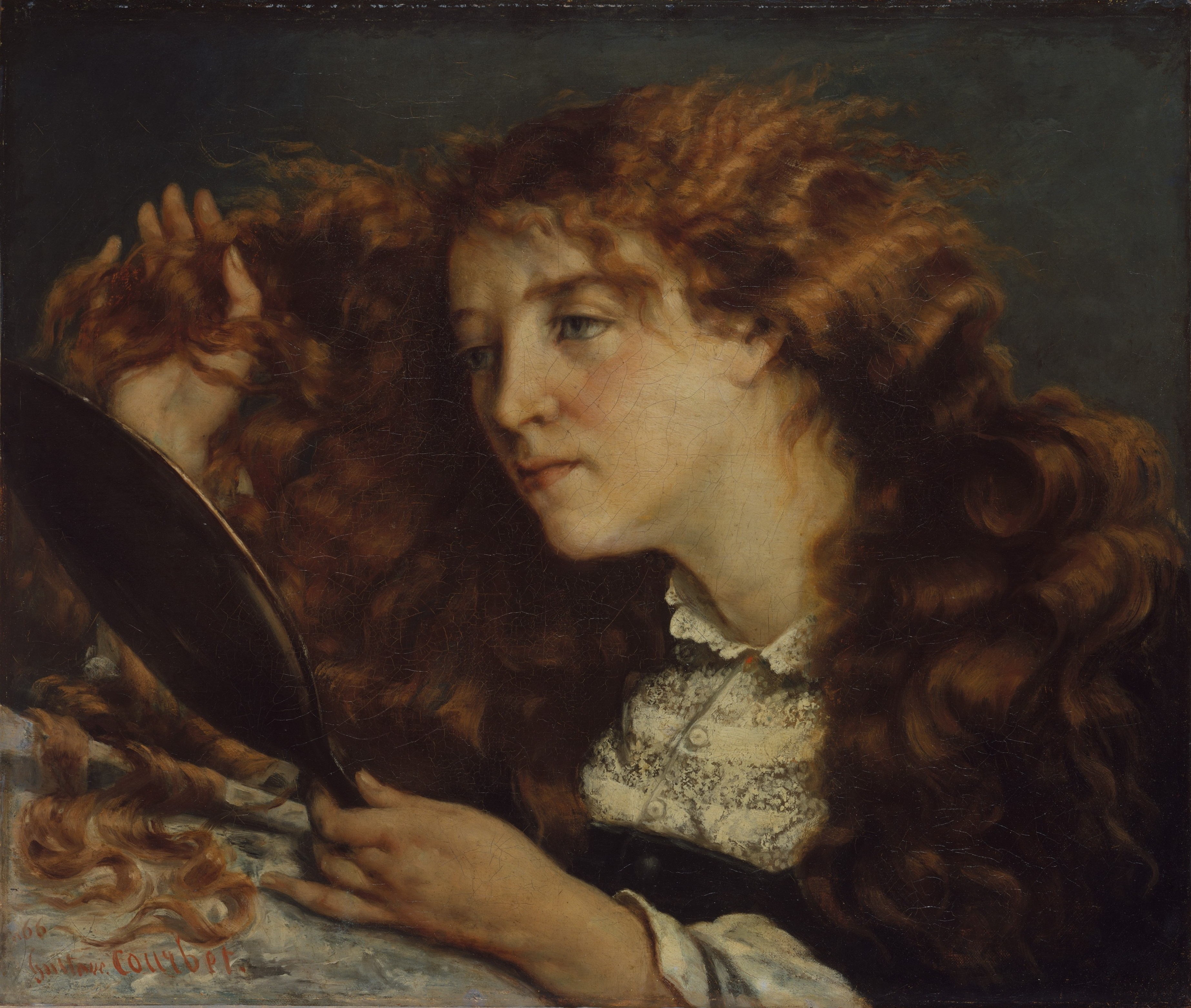
Гюстав Курбе. Прекрасная ирландка (Портрет Джо). 1866. Холст, масло. Метрополитен-музей, Нью-Йорк

Гюстав Курбе написал Джоанну Хиффернан в первый раз осенью 1865 года, когда она вместе с Джеймсом Уистлером прибыла в Трувилль на побережье Нормандии. Курбе жил в одном из апартаментов в казино и давал частные уроки живописи. В этом году он создал картину «Прекрасная ирландка» — портрет, на котором Джо изображена с зеркалом в левой руке и теребящей волосы правой. Рыжие живые волосы модели очень хорошо переданы художником и приковывают внимание зрителя. Курбе изготовил четыре копии картины, ныне находящиеся в различных музеях. В этом же году он написал второй портрет Джо под названием «Портрет Джо», в этот раз с убранными назад волосами.
В 1866 году Курбе создал своё знаменитое эротическое произведение «Спящие», одной из моделей для которого стала Джоанна Хиффернан. Обе женщины на картине обнажены и лежат обнявшись на застелённой белой простыней постели, в результате чего сцена, предстающая перед зрителем, кажется сценой лесбийской любви. Разорванное жемчужное ожерелье и пришедшая в беспорядок простыня только усиливают это ощущение.

Гюстав Курбе. Происхождение мира, 1865. Холст, масло. Музей Орсе, Париж

Не существует единого мнения по поводу того, являлась ли Джоанна Хиффернан моделью для скандальной картины Курбе «Происхождение мира». Созданная по заказу турецкого дипломата Халил-Бея картина изображает полуобнажённую женщину, которая, дерзко раздвинув бёдра, лежит на кровати. Угол зрения выбран так, что лица женщины не видно, видны только её живот и грудь с торчащим соском. Полотно было создано художником в том же году, что и «Спящие», когда Джо была любимой моделью художника, так что версия о том, что Курбе использовал Джоанну в качестве модели, кажется вполне правдоподобной. Однако не существует фактов, подтверждающих эту гипотезу, а чёрные волосы на лоне женщины заставляют многих критиков сомневаться в их принадлежности рыжеволосой Джо.